# Costantino Mortati
Costantino Napoleone Mortati (Corigliano Calabro, 27 dicembre 1891 – Roma, 24 ottobre 1985) è stato un giurista e costituzionalista italiano di origine arbëreshë. 
È annoverato fra i più autorevoli giuristi italiani del XX secolo. Tra i suoi allievi sono da ricordare Giuseppe Ferrari, Leopoldo Elia, Mario Galizia e Sergio Fois.

## Biografia
Originario di San Basile (CS) per parte materna e di Civita (CS) per via paterna, studiò prima a San Demetrio Corone, dove conseguì il diploma di maturità classica, e poi a Catania. Nel 1914 si laureò in Giurisprudenza a Roma. Nel 1917 si laureò, sempre a Roma, in Filosofia. Nel 1930, inoltre, conseguì la laurea in Scienze politiche.
Allievo di Sergio Panunzio e Luigi Rossi, era iscritto all'Azione cattolica sin dal 1935. Dal 1936 insegnò diritto costituzionale all'Università di Messina.
Successivamente, fu professore ordinario di diritto costituzionale presso la facoltà di Giurisprudenza dell'Università di Macerata, di cui fu anche Rettore. In seguito tenne l'insegnamento di Diritto pubblico presso il Regio Istituto navale di Napoli. Nel 1940 pubblicò il suo saggio monografico La Costituzione in senso materiale.
Nel 1946 fu eletto deputato per la Democrazia Cristiana all'Assemblea costituente, e fece parte della "Commissione dei 75",  di cui fu uno dei protagonisti: "a questo personaggio così schivo e riservato si devono molti caratteri attribuiti nella Costituzione agli istituti parlamentari".
Dal 1948 al 1960 ordinario di "Diritto costituzionale italiano e comparato" presso la Facoltà di Scienze politiche dell'Università di Roma "La Sapienza"; svolse anche l'attività forense. Fu anche segretario della Corte dei conti.
Nel 1960 fu nominato giudice della Corte costituzionale, dove rimase fino al 1972. Nell'ultimo periodo fu anche vice presidente.
Nel 1977 fu colpito da una grave forma di paralisi. Morì a Roma nel 1985.

## Il pensiero giuridico
Molto importanti i suoi studi sulla costituzione materiale del 1940. Tali studi, trascurati per lunghi anni, sono stati rivisitati alla fine del XX secolo e riscuotono oggi notevole consenso.
La sua visione della Costituzione è in qualche modo intermedia tra la posizione di Hans Kelsen e quella di Carl Schmitt. Al riguardo si può sostenere che il punto di riferimento è l'individuazione dell'elemento primigenio dell'esperienza giuridica, che egli individua nell'ordinamento” più che nelle “norme”, rovesciando la posizione di Kelsen e differenziandosi dal pensiero schmittiano, che poneva viceversa l'accento sulla "decisione".
All'interno della sua idea di costituzione materiale è assegnato un ruolo fondamentale al partito politico: agganciandosi così a qualcosa di definito e concreto l’autore sfugge al rischio di utilizzazioni autoritarie, inevitabili quando il riferimento è
genericamente al popolo, che facilmente conduce all’idea di qualcuno che
del popolo interpreta la volontà e lo “guida”: al Führer, insomma, della
Germania nazista. Per Mortati la costituzione materiale, nucleo fondamentale
intoccabile che caratterizza e identifica il sistema, sta invece nei
principi, valori e interessi di cui sono portatrici le forze dominanti, o la
forza dominante (com’era al tempo in cui l’autore scriveva): lineare in
quest’ultimo caso, composita nel primo essendo la risultante delle diverse
posizioni e forze". "La “funzione” giuridica e organica del partito politico altro quindi
non è, nella visione mortatiana, che la naturale proiezione del processo di
nazionalizzazione delle masse".

## Opere
È da ricordare anzitutto il suo importante manuale, le Istituzioni di diritto pubblico, più volte ampliato e ristampato, nonché Le forme di governo (1973), considerato tutt'oggi una delle più complete introduzioni allo studio del diritto costituzionale comparato.
Fu autore di molte opere, tra cui:
- L'ordinamento del governo nel nuovo diritto pubblico italiano (1931)
- La costituzione in senso materiale (1940)
- La costituente. La teoria. La storia. Il problema italiano. (1946)
- Lezioni di diritto costituzionale italiano e comparato (1965)
- Le forme di governo (1973)
- Istituzioni di diritto pubblico (1975-76 (I-II), 1991 (I))